# Nos voisins les pirates
Nos voisins les pirates est une série télévisée d'animation franco-canadienne adaptée de l’œuvre de Jonny Duddle. Produite par Cyber Group Studios, elle est diffusée en France sur la chaîne France 3 à partir du 23 octobre 2017.

## Synopsis
La série relate en la vie d'une famille pirate , s’intégrant dans une bourgade "Ennui-sur-Mer" proche d'une commune bretonne ou du pays de galles ,.Les personnages principaux sont les enfants.

## Voix originales françaises
Claire Baradat, Kaycie Chase, Sauvane Delanoë, Oscar Douieb, Xavier Fagnon, Edwige Lemoine, Antoine Schoumsky, Valérie Siclay, Michel Vigné

## Épisodes
- Le trésor de Barbarossa
- La jambe de bois de pépé
- Le cœur pur
- La malédiction des pirates pantouflards
- La fontaine aux souhaits
- La ligne rouge
- Jim et les scouts des mers
- La dispute
- Sang pour sang pirate
- Carotte et le canon
- Delille ou la vie sauvage
- Le piratopoly
- Super pirates
- La reine Mathilde
- Pépite chasseuse de sirènes
- Un métier de rêve
- La loi anti-pirates
- Sans toit ni loi
- Le secret de madame Delille
- La marque noire
- L'attraction
- Capitaine Pépite
- Mathilde voit double
- Education : mode d'emploi
- Attention pirate malade
- Un travail de pieds-secs
- Pirate sur mer
- Un jour à part
- Mathilde la cruelle
- Le crash
- La mutinerie
- Tatoueur fou
- Libertalia
- La grande censure
- L'école pirate
- Le trésor empoisonné
- Pillage conforme
- Jim ce héros
- La ruée vers l'or
- Passager clandestin
- Pépite, chasseuse de sirènes
- Le magot de trop
- Les crocs qui brillent
- La fête des mères
- La dette d'honneur
- Le roi corsaire
- Boucan d'enfer
- Forban à la retraite
- La pirate au serre-tête
- L'épidémie de bafouillis
- Tournebroche
- Sardines clandestines
- Pirate-sitting

## Personnages principaux
Jim (futur pirate)
Mathilde (voisine)
Pépite (sœur)

### Enfants
- Jim (le jeune pirate)
- Pépite (sa petite sœur)
- Mathilde (la voisine)
- Max
- Brent
- Alexia

### Adultes
- Pépé : le grand père de Jim
- Madame Delille

## Articles Connexes
- Angelo la Débrouille
- La Famille Pirate